# Relações entre México e Vietnã
As relações entre o México e o Vietnã são as relações diplomáticas entre os dois países. Ambas as nações são membros da Cooperação Econômica Ásia-Pacífico, do Fórum de Cooperação América Latina–Ásia do Leste e da Organização das Nações Unidas.

## História
O México e o Vietnã são duas nações que compartilham uma história comum no fato de que ambas estavam sob a influência do Segundo Império Francês: a colônia da Indochina Francesa (incluindo o Vietnã) e o Segundo Império Mexicano, apoiado pela França. Em 1945, o Vietnã declarou independência da França e logo entrou na Primeira Guerra da Indochina (1946-1954) e depois na Guerra do Vietnã (1955-1975). Durante a Guerra do Vietnã, o México permaneceu neutro. Após o fim da guerra em abril de 1975, as duas nações logo estabeleceram relações diplomáticas naquele mesmo ano. Mais tarde, ainda em 1975, o Vietnã abriu uma embaixada na Cidade do México e o México seguiu o exemplo abrindo uma embaixada em Hanói em 1976; no entanto, o México fechou sua embaixada em 1980 por motivos financeiros. O México reabriu sua embaixada em outubro de 2000.
Em 1979, o primeiro-ministro vietnamita Phạm Văn Đồng fez uma visita oficial ao México. Em 2011, o México inaugurou uma estátua do presidente Ho Chi Minh na Cidade do México. Em 2015, as duas nações comemoraram 40 anos de relações diplomáticas. Em novembro de 2017, o presidente mexicano Enrique Peña Nieto fez uma visita ao Vietnã para participar da cúpula da Cooperação Econômica Ásia-Pacífico em Da Nang e se reuniu com o presidente Trần Đại Quang.
Em março de 2023, a subsecretária de Relações Exteriores do México, Carmen Moreno Toscano, fez uma visita ao Vietnã e participou de uma consulta política bilateral entre as duas nações para discutir a cooperação política e econômica entre o México e o Vietnã.

## Visitas diplomáticas

### Visitas diplomáticas do México ao Vietnã[5]
- Presidente Enrique Peña Nieto (2017)
- Subsecretária de Relações Exteriores Carmen Moreno Toscano (2023)

### Visitas diplomáticas do Vietnã ao México
- Primeiro-ministro Phạm Văn Đồng (1979)
- Vice-Primeiro-Ministro Nguyễn Tấn Dũng (2001)
- Primeiro-ministro Phan Văn Khải (2002)

## Acordos bilaterais
Ambas as nações assinaram vários acordos bilaterais, como um Acordo sobre a supressão de exigências de visto para portadores de passaportes oficiais e diplomáticos de ambas as nações (2002); Memorando de Entendimento para o Estabelecimento de um Mecanismo de Consultas e um Acordo de Cooperação Educacional e Cultural (2002); Acordo de Cooperação Técnica e Científica (2011); Acordo em Agricultura e Silvicultura (2011) e um Acordo de Cooperação Econômica, Comercial e de Investimento (2016).

## Relações comerciais
Em 2018, o comércio bilateral entre as duas nações chegou a US$ 4 bilhões. As principais exportações do México para o Vietnã incluem: camarão, lagostas, lula, tratores, farinha, carne e álcool (cerveja). As principais exportações do Vietnã para o México incluem: eletrônicos, circuitos elétricos e têxteis. O Vietnã é o 12º maior parceiro comercial do México na região da Ásia-Pacífico. As duas nações trabalharam em estreita colaboração como membros fundadores da Parceria Transpacífica.

## Missões diplomáticas

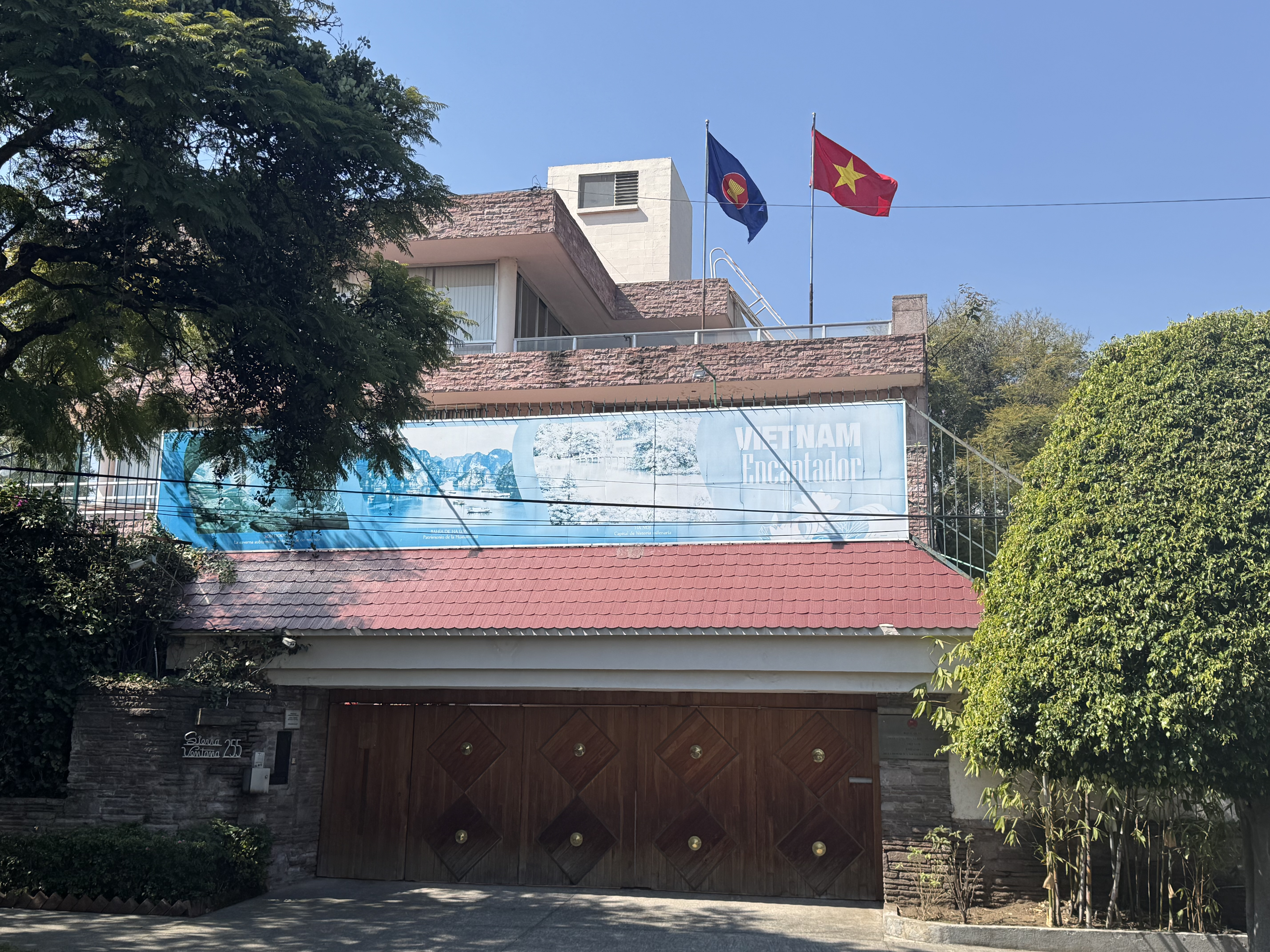
Embaixada do Vietnã na Cidade do México.

- O México tem uma embaixada em Hanói.[9]
- O Vietnã tem uma embaixada na Cidade do México.[10]